# Cù lao An Bình
Cù lao An Bình là cù lao nằm giữa sông Tiền và sông Cổ Chiên thuộc tỉnh Vĩnh Long, Việt Nam.

## Địa lý
Cù lao An Bình có vị trí địa lý:
- Phía đông giáp huyện Chợ Lách, tỉnh Bến Tre
- Phía tây và phía nam giáp thành phố Vĩnh Long
- Phía bắc giáp huyện Cái Bè, tỉnh Tiền Giang.

Cù lao An Bình có diện tích hơn 60 km².
Cù lao An Bình gồm 4 xã là An Bình, Bình Hòa Phước, Hòa Ninh và Đồng Phú của huyện Long Hồ.

## Lịch sử
Cù Lao An Bình, một vùng đất nằm ở huyện Long Hồ, tỉnh Vĩnh Long, bao gồm 4 xã: An Bình, Bình Hòa Phước, Đồng Phú và Hòa Ninh.
Vào đầu thế kỷ 20, Cù Lao An Bình còn được biết đến với tên gọi khác là cù lao Bích Trân hay bãi Tiên Châu. Theo quy luật dòng chảy tự nhiên, con sông Cổ Chiên đã mở rộng ra hàng trăm mét, từ đó An Bình dần tách ra khỏi thành phố Vĩnh Long như ngày nay. Cù lao này được bao bọc bởi con sông Tiền và sông Cổ Chiên.
Cù Lao An Bình nổi tiếng với văn hóa miệt vườn sông nước miền Tây, hệ thống kênh rạch chằng chịt, vườn cây ăn trái đa dạng và phù sa sông Tiền bồi đắp hằng năm. Đây là một thiên đường du lịch mang đậm văn hóa miệt vườn, khám phá văn hóa dân gian, văn minh miệt vườn.
Ngoài ra, Cù Lao An Bình còn nổi tiếng với ngôi chùa cổ Tiên Châu, được hình thành từ những năm 1740 – 1750, là một ngôi chùa cổ không chỉ nổi tiếng ở Vĩnh Long mà còn nổi tiếng cả vùng Miền Tây Nam Bộ.

## Du lịch
Cù lao An Bình là một trong những điểm du lịch sinh thái hấp dẫn bậc nhất của tỉnh Vĩnh Long.